# John André

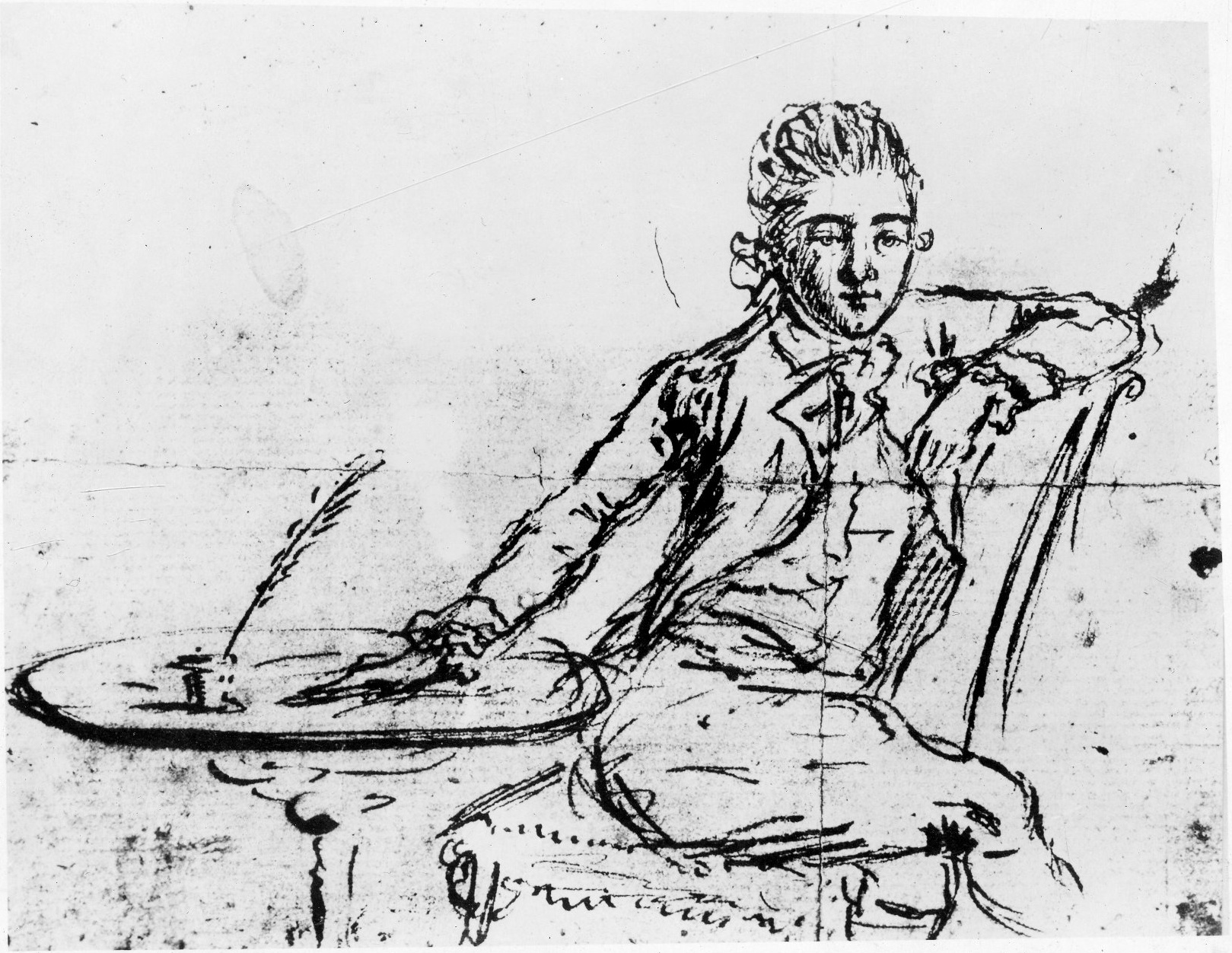
John André, självporträtt.

John André, född den 2 maj 1750 i London, avrättad för spioneri den 2 oktober 1780 i Tappan, New York, var en engelsk militär av schweizisk börd som tjänstgjorde i amerikanska frihetskriget.

## Biografi

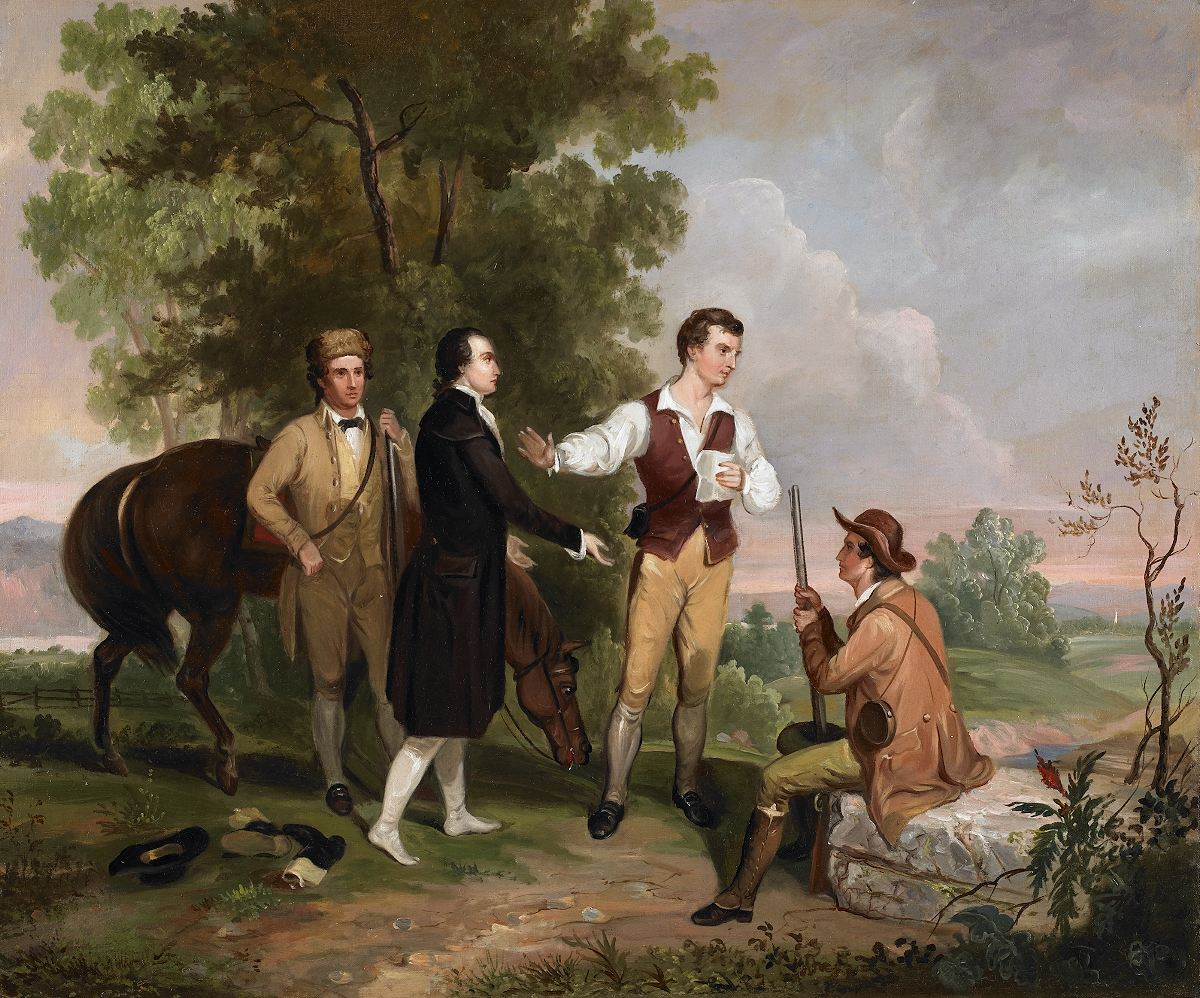
The Capture of Major André, målning av Asher Brown Durand 1845. Målningen hänger på Birmingham Museum of Art.

André hade efter romantiska kärleksöden i England begivit sig till den engelska hären i Amerika och där trots sin ungdom avancerat till major och till generaladjutant hos general Clinton. Han sändes av Clinton att vid ett möte träffa en uppgörelse med general Arnold om att ge upp West Point. Då han inte lyckades återfinna den slup som han kom med, blev han tvungen att förklädd ta sig tillbaka genom de amerikanska linjerna. Han avslöjades och greps utanför Tarrytown, så att de dokument som han medförde som bevis på Arnolds förräderi avslöjades. Han ställdes då inför krigsrätt som spion, dömdes till hängning och avrättades 2 oktober 1780.

## Eftermäle och minnesplatser
Andrés eftermäle kom att bli som en bildskön och talangfull man och hans öde fick stor uppmärksamhet av samtiden och eftervärlden. Hans kvarlevor begravdes 1821 i Westminster Abbey och på hans avrättningsplats i Tappan restes 1880 av den amerikanske miljonären Cyrus Field ett monument, som dock kort därefter vid flera tillfällen vandaliserades med dynamit; monumentet restes dock upp igen och finns fortfarande på platsen.
Platsen för hans gripande utmärks sedan 1853 av Captor's Monument, till minne av de tre amerikanska revolutionärer som genomförde gripandet. Monumentet står i den senare anlagda Patriot's Park på gränsen mellan Tarrytown och Sleepy Hollow, New York.